# Macrosiphum diervillae
Macrosiphum diervillae är en insektsart som beskrevs av Patch 1919. Macrosiphum diervillae ingår i släktet Macrosiphum och familjen långrörsbladlöss. Inga underarter finns listade i Catalogue of Life.